# Bo Yi
Bo Yi (chiń. 伯益), Yi (益) lub Da Fei (大費) – chiński minister żyjący podczas panowania Shuna oraz Wielkiego Yu.

## Życiorys
Według Księgi Późniejszych Hanów miał wykluć się z jaskółczego jaja i był zdolny do komunikowania się ze wszystkimi zwierzętami. Z kolei Zapiski historyka podają, że Bo Yi był synem Da Ye i Nü Hua.
Podczas panowania Shuna odpowiedzialny był za oswajanie dzikich zwierząt, nauczał również ludność hodowli zwierząt (m.in. bydła), konstruowania pułapek, kopania studni i polowania, ponadto według Mencjusza Bo Yi na polecenie władcy podróżował po kraju, by uczyć ludzi używania ognia. Pełnił także funkcję ministra.
Za panowania Wielkiego Yu Bo Yi pomagał w niwelowaniu skutków powodzi. Był jednym z najbardziej zaufanych ludzi tegoż władcy, miał także zostać jego następcą; ostatecznie władzę po Yu odziedziczył jego syn Qi.